# Серджіо Сантаріні
Серджіо Сантаріні (італ. Sergio Santarini, нар. 10 вересня 1947, Ріміні) — італійський футболіст, що грав на позиції ліберо. По завершенні ігрової кар'єри — тренер.
Більшу частину кар'єри провів у «Ромі», з якою став триразовим володарем Кубка Італії і у 2015 році був включений до Зали слави клубу. Також провів два матчі за національну збірну Італії.

## Клубна кар'єра
Народився 10 вересня 1947 року в місті Ріміні. Вихованець футбольної школи клубу «Ріміні». 1963 року у шістнадцять років дебютував за першу команду, що грала у Серії С, під керівництвом Ромоло Біццотто. В перший рік Сантаріні провів лише три гри, проте з наступного року став частіше залучатись до матчів і за чотири сезони взяв участь у 76 матчах чемпіонату.
1967 року за 90 мільйонів лір перейшов у клуб вищого дивізіону «Інтернаціонале». У Серії А Сантаріні дебютував 5 листопада в матчі проти «Болоньї» (1:0), але стабільне місце в стартовому складі в сезоні 1967/68 не мав, з'явившись на полі лише в 14 матчах чемпіонату. Тим не менш, коли по закінченні сезону головний тренер міланців Еленіо Еррера перейшов на роботу у «Рому», він з собою забрав Сантаріні і його родича та партнера по «Інтеру» Альдо Бета. Обидва захисника на багато років утворили найсильніший і непрохідний захисний дует у столичному клубі.
Сантаріні дебютував за новий клуб в програному матчі з «Фіорентиною» (1:2), але вже після восьми проведених матчів нового сезону тренер «вовків» вирішив зробити Серджіо основним. Еррера зважився посадити на лаву запасних Джакомо Лозі, одного з вікових та найдосвідченіших гравців «джаллороссі» того часу, сміливо зробивши ставку на молодого Серджіо. Молодий захисник скористався наданою можливістю і ветеран Лозі більше не зіграв жодного матчу за римлян. Фанати протестували проти рішення Еррери, твердячи, що Джакомо, борючись в безлічі незабутніх поєдинків, став серцем «Роми» і не заслуговує такого до себе ставлення.
«Санта» — саме таке прізвисько закріпилося за ним на поле — був ліберо сучасного типу, який був здатний відвести будь-яку небезпеку від штрафного майданчика «Роми». Першим великим успіхом «Санти» стала перемога в Кубку Італії в 1969 році, а в наступному році Серджіо взяв участь у триматчевому протистоянні в півфіналі Кубка володарів кубків з польським «Гурником». Усі три матчі закінчились внічию і до фіналу римську команду не пустив лише жереб. У сезоні 1974/75 Сантаріні здобув з «вовками» третє місце в Серії А, яке не підкорялося «Ромі» аж двадцять років. Тренером тієї «Роми» був легендарний Нільс Лідгольм.
Роком пізніше, після того, як команду залишив Франко Кордова, саме «Санта» одягнув на себе капітанську пов'язку. В лінії оборони столичної команди Серджіо давно вже був беззаперечним лідером. В ролі капітана «Роми» він провів 150 матчів, а в період 1975—1978 років Сантареллі не пропустив жодної гри свого клубу. У 1979 році, після дворічної перерви на тренерську лаву столичного клубу повернувся Лідгольм. Однак нові ідеї тренера передбачили гру оборони тільки в лінію. Таким чином Серджіо став запасним гравцем. Він ще виграв з «Ромою» два Кубка Італії (1980, 1981), а також титул віце-чемпіона Італії в сезоні 1980/81. Після 13-ти сезонів в клубі, один з кращих захисників в його історії був проданий «Катандзаро», де виступав протягом 1981—1983 років, після чого завершив професійну ігрову кар'єру. В цілому за «Рому» Серджіо провів 429 матчів (344 у Серії А, 70 в Кубку Італії і 15 в єврокубках), забив 7 голів (шість в Серії і один в Кубку Італії).

## Виступи за збірні
Залучався до складу молодіжної збірної Італії. На молодіжному рівні зіграв у 8 офіційних матчах.
20 листопада 1971 року дебютував в офіційних матчах у складі національної збірної Італії у відбірковій грі на чемпіонат Європи 1972 року. У цьому матчі італійці грали експериментальним складом і Серджіо грав у парі зі своїм одноклубником по «Ромі» Альдо Бетом на «Стадіо Олімпіко» і забив гол в свої ворота. Після цього Сантаріні тривалий час за збірну більше не грав і лише 29 грудня 1974 року з'явився у формі збірної в товариській грі з болгарами, після чого за збірну більше не виступав.

## Кар'єра тренера
Розпочав тренерську кар'єру відразу ж по завершенні кар'єри гравця, 1983 року, очоливши тренерський штаб клубу «Альмас Рома» з Серії D.
1984 року замінив Ромео Бенетті на посаді тренера молодіжної команди «Роми» і став з командою фіналістом Турніру Віареджо, поступившись в фіналі молоді «Торіно». Його робота на цій посаді сподобалася тодішньому тренеру «вовків» Свену-Йорану Ерікссону і в зробив Серджіо своїм асистентом.
1985 року Сантаріні очолив клуб Серії С1 «Ріміні», з яким працював невдало і ледь не вилетів у нижчий дивізіон, тому повернувся назад в клуб «Альмас Рома».
1987 року Ерікссон очолив «Фіорентину» і запросив у свій штаб Сантаріні на посаду технічного директора, де він і пропрацював до звільнення шведа у 1989 році. Згодом у 1992–1996 роках на цій самій посаді з Ерікссоном працював у клубі «Сампдорія». В перерві між роботою зі шведським фахівцем у 1990–1991 роках був головним тренером клубу Серії С2 «Вігор Ламеції».
В сезоні 1996/97 Серджіо був асистентом головного тренера «Роми» Карлоса Б'янкі, але невдала гра в Серії А, безперервні сварки, нерозуміння між гравцями і тренерським штабом змусили Сантареллі покинути свій пост і назавжди залишити команду.
У березні 1998 року очолив клуб Серії В «Равенна», зайнявши з нею у тому сезоні 14 місце, а в наступному — десяте. У наступному сезоні попрацював у Серії С1 з «Моденою», після чого на сезон 2000/01 повернувся в «Равенну», головним тренером якої був протягом перших десяти турів.
| Дата       | Місто | Господарі | Результат | Гості    | Турнір            | Голи | Примітки |
| ---------- | ----- | --------- | --------- | -------- | ----------------- | ---- | -------- |
| 20/11/1971 | Рим   | Італія    | 2 – 2     | Австрія  | Відбір до ЧЄ 1972 | -    |          |
| 29/12/1974 | Генуя | Італія    | 0 – 0     | Болгарія | товариський матч  | -    |          |
| Усього     |       | Матчів    | 2         |          | Голів             | -    |          |

## Титули і досягнення

### Як гравця
- Володар Кубка Італії (3):

«Рома»: 1968–69, 1979–80, 1980–81
- Чемпіон Європи (U-18): 1966

### Як тренера
- Володар Кубка Італії (1):

«Сампдорія»: 1993–94